# Karsten Laske
Karsten Laske (* 1965 in Brandenburg an der Havel) ist ein deutscher Regisseur und Drehbuchautor.

## Leben und Wirken
Laske studierte zunächst von 1986 bis 1990 Schauspiel an der Hochschule für Schauspielkunst „Ernst Busch“ Berlin. Anschließend war er als Schauspieler im Ensemble des Mecklenburgischen Staatstheater in Schwerin tätig. Bis zum Jahr 1998 arbeitete er im Fachbereich Regie der Hochschule für Film und Fernsehen „Konrad Wolf“ in Babelsberg als künstlerischer Mitarbeiter. Für die Spielfilme Stille Wasser und Edgar führte er Regie und schrieb die Drehbücher. 2002 veröffentlichte er den Spielfilm Hundsköpfe, der im gleichen Jahr mit dem Findlingspreis auf dem Filmkunstfest Mecklenburg-Vorpommern in Schwerin ausgezeichnet wurde. Von 2004 bis 2007 führte er bei mehreren Folgen der Fernsehdokumentationsreihe Damals in der DDR Regie, 2005 wurde er dafür mit dem Adolf-Grimme-Preis ausgezeichnet.
Für sein Theaterstück Terrorkind erhielt Laske 2015 den Leonhard-Frank-Preis.

## Filmografie (Auswahl)

### Als Drehbuchautor
- 1993: Stille Wasser
- 1997: Edgar
- 2000: Apokalypse 99 – Anatomie eines Amokläufers
- 2001: HeliCops – Einsatz über Berlin (Fernsehserie, zwei Folgen)
- 2002: Hundsköpfe
- 2016: Tahrib

### Als Regisseur
- 1993: Stille Wasser
- 1997: Edgar
- 2002: Hundsköpfe
- 2004–2007: Damals in der DDR (Fernsehreihe, Dokumentation, 11 Folgen)
- 2008: Damals nach dem Krieg (Fernsehreihe, Dokumentation, vier Folgen)
- 2016: Tahrib

## Auszeichnungen (Auswahl)
Findlingspreis 2002
- Preisträger für Hundsköpfe[2]

Adolf-Grimme-Preis 2005
- Preisträger in der Kategorie Information und Kultur für Damals in der DDR[3]

Deutscher Drehbuchpreis 2010
- Preisträger für Mein Bruder, Hitlerjunge Quex[4]

Deutscher Fernsehpreis 2011
- Nominierung und der Kategorie Beste Dokumentation für Geheimsache Mauer – Geschichte einer deutschen Grenze[5]